# 米歇尔·布朗
米歇尔·布朗（英語：Michele Brown，1939年7月3日—），旧姓梅森（Mason），澳大利亚女子田径运动员。她曾代表澳大利亚参加1956年和1964年夏季奥林匹克运动会田径比赛，其中1964年奥运会获得一枚银牌。